# Wootton Bridge
Pour les articles homonymes, voir Wootton.
Wootton Bridge est un village et une paroisse civile de l’île de Wight, en Angleterre.